# Todendorf (Panker)
Todendorf ist ein im Norden Wagriens gelegener ehemaliger Meierhof und seit 1928 Ortsteil der Gemeinde Panker.

## Geografie
Todendorf ist ein Ortsteil der im nordöstlichen Teil des Kreises Plön gelegenen Gemeinde Panker. Die Ortschaft befindet sich etwa neun Kilometer nordnordwestlich von Lütjenburg (in dem die Amtsverwaltung der Gemeinde Panker ihren Sitz hat) und liegt auf einer Höhe von 14 m ü. NHN.

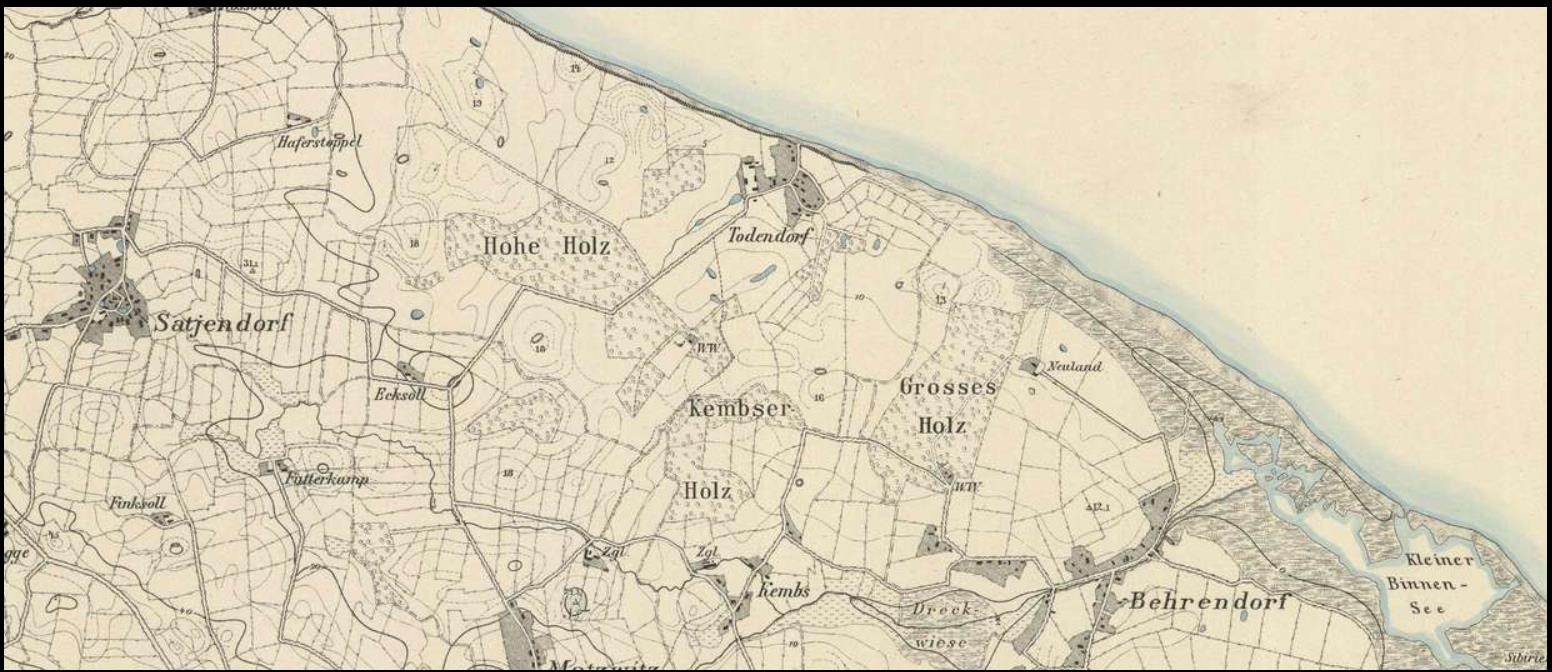
Todendorf um 1879

## Verkehr
Der Anschluss an das öffentliche Straßenverkehrsnetz wird durch die Landesstraße L 259 hergestellt, die vom südwestlich gelegenen Satjendorf her kommend östlich von Todendorf als Sackgasse endet.

## Schießplatz Todendorf

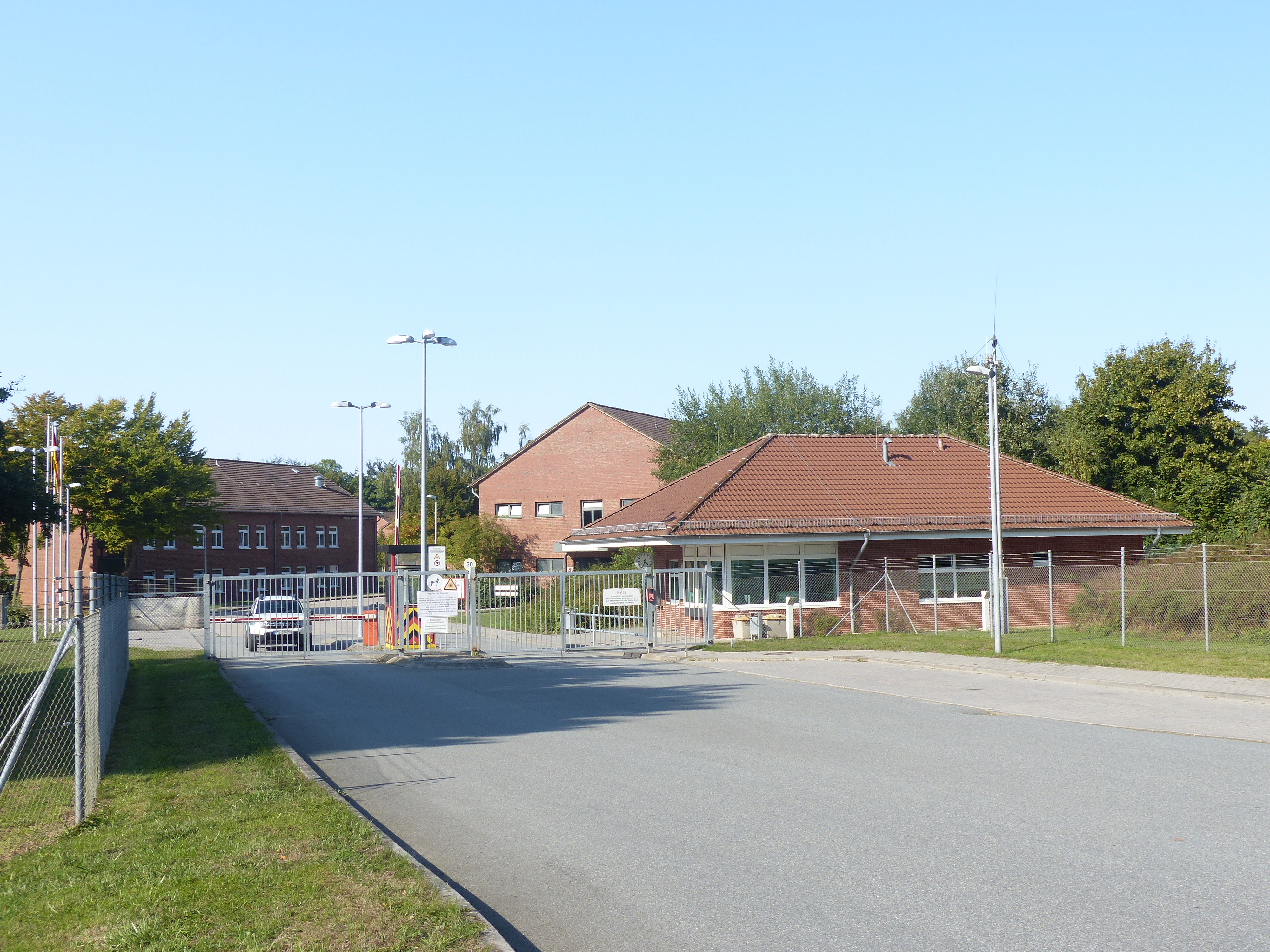
Das Zugangstor zum Schießplatzgelände bzw. zur Kaserne Todendorf

Bei Todendorf befindet sich der Truppenübungsplatz Todendorf,  ein ca. 3 km² großes militärisches Übungsgelände der Bundeswehr und Außenstelle des Truppenübungsplatzes Putlos.
Die Flugabwehrraketengruppe 61 der Bundeswehr mit IRIS-T SLM befindet sich in Todendorf. Im Jahr 2023 errichtete Diehl Defence zusammen mit der Bundeswehr ein Ausbildungszentrum für das bodengebundene Flugabwehrsystem IRIS-T SLM auf dem Truppenübungsplatz Todendorf.